# Lignes régulières d'autocar

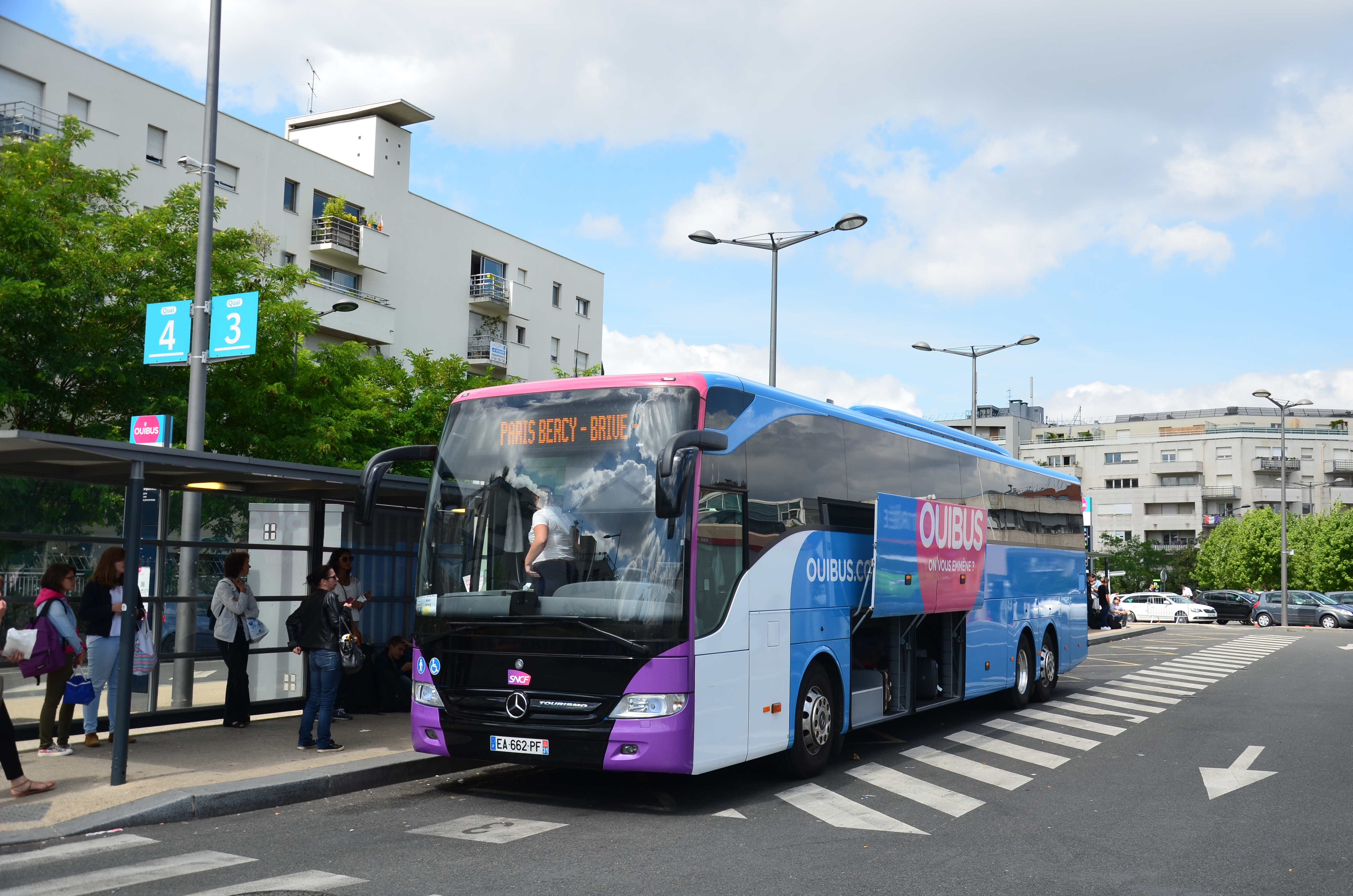
Autocar Ouibus Paris – Brive-la-Gaillarde, en 2016.

Le transport interurbain par autocar concerne les services de lignes régulières ou de transport scolaire sur les trajets entre villes et villages, en utilisant les autoroutes et routes nationales. Le transport interurbain exploite également les gares routières.
L'opérateur est appelé « conducteur-receveur », car il assure lui-même la vente des titres de transport. Comparé au chemin de fer, le transport en autocar présente l'avantage de prix d'appels avantageux, et l'inconvénient de temps de transport plus long. Ces réseaux à bas coût ciblent les jeunes de moins de 30 ans, les familles monoparentales et les jeunes seniors.

## Dans l'Union européenne
Dans l'Union européenne, les services réguliers sont définis comme les services qui assurent le transport de voyageurs selon une fréquence et sur un trajet déterminés, les voyageurs pouvant être pris en charge et déposés à des arrêts préalablement fixés.
L'ouverture à la concurrence n'est pas totale, mais FlixBus voudrait que les États facilitent la concurrence européenne.

### Allemagne
En 2014, l'Allemagne compte 16 millions de voyageurs.

### France
Au premier trimestre 2016, 1 081 300 passagers ont été transportés par des services réguliers interurbains librement organisés.
Au deuxième trimestre 2016, 1,5 million de passagers sont transportés.

## Aux États-Unis
Aux États-Unis, les lignes régulières d'autocar sont statistiquement un mode de transport très sûr par distance parcourue, avec 5 tués par milliard de passengers-miles voyagés d'après le National Safety Council.

## En Australie
Lorsqu'un accident survient, la capacité de l'autocar en nombre de passagers fait que l'accident tue plus qu'une voiture mais moins qu'un avion. Par exemple, l'accident de Kempsey, survenu en Australie le 22 décembre 1989, est un choc frontal entre deux autocars de tourisme, chacun se déplaçant à une vitesse de 100 km/h ; cet accident blesse mortellement 35 personnes et en blesse 41 autres.

## En Indonésie
L'Indonésie, en tant que nation archipélagique, privilégie les déplacements entre ses villes par voie aérienne et maritime. Les chemins de fer interurbains sont principalement disponibles à Java et à Sumatra, tandis que d'autres régions du pays n'ont pas ou peu de développements dans ce domaine. Par conséquent, le service de bus interurbain est devenu le principal moyen de transport terrestre reliant les villes indonésiennes, que ce soit à l'intérieur d'une même île ou entre les différentes îles grâce aux traversées en ferry.
L'Indonésie compte plusieurs compagnies de bus interurbains, dont certaines opèrent principalement à Java, Kalimantan, Sulawesi et Sumatra. Le trajet en bus interurbain le plus long d'Indonésie est assuré par Antar Lintas Sumatera (ALS), reliant Medan, dans le nord de Sumatra, à Jember, dans l'est de Java. Ce voyage en bus dure une semaine et parcourt une distance de 2 920 kilomètres.
La popularité croissante des voyages en bus interurbains en Indonésie est survenue après l'achèvement de la section de l'autoroute Trans-Java reliant Jakarta et Surabaya en 2018. À cette époque, certains services de bus interurbains ont commencé à exploiter des flottes de bus à deux étages.
En plus des transports publics nationaux réguliers, il existe une compagnie de bus assurant des trajets internationaux, tels que de Pontianak, en Indonésie, à Kuching, en Malaisie, et à Bandar Seri Begawan, à Brunei Darussalam, à Bornéo, exploitée par la compagnie de bus publique DAMRI,. Un autre service de bus international relie Kupang, en Indonésie, à Dili, au Timor oriental, à Timor.